# Суган
Суган (ос. Суг'ан) — гірська вершина на кордоні  Північної Осетії і  Кабардіно-Балкарії. Розташована в системі  Дігорського хребта.
Гора Сугай знаходиться на схід від гори  Рцивашки. Висота вершини досягає 4489 м. Назва походить від осетинського слова суган — «цибуля» і пов'язана із заростями дикої цибулі на південних схилах Дигорського хребта.